# Wahlberichterstattung
Als Wahlberichterstattung werden journalistische Sendungen rund um Wahlen bezeichnet, die den Ablauf von Wahlen dokumentieren. Solche Sendungen der Wahlberichterstattung arbeiten in der Regel eng mit einem Umfrageinstitut zusammen. Die Horse-Race-Berichterstattung ist eine Sonderform der Wahlberichterstattung. Typischerweise werden Wahlstudios eingerichtet.
Typische Bestandteile der Wahlberichterstattung sind 
- die Präsentation von Wahltagsbefragungen und Hochrechnungen.
- Interviews vor Ort in den Parteizentralen
- Elefantenrunden und TV-Duelle

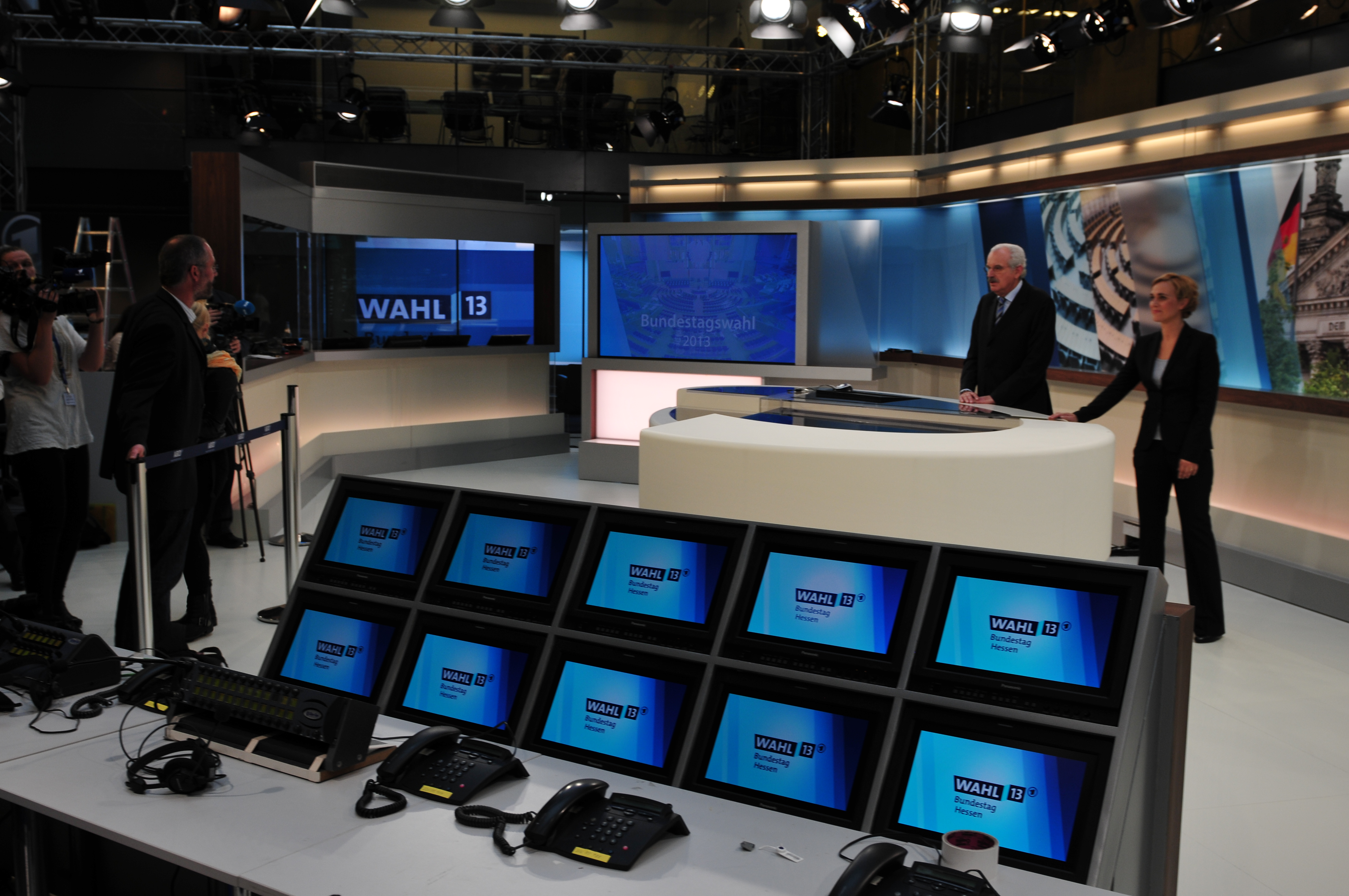
Bundestagswahl 2013 im ARD-Wahlstudio
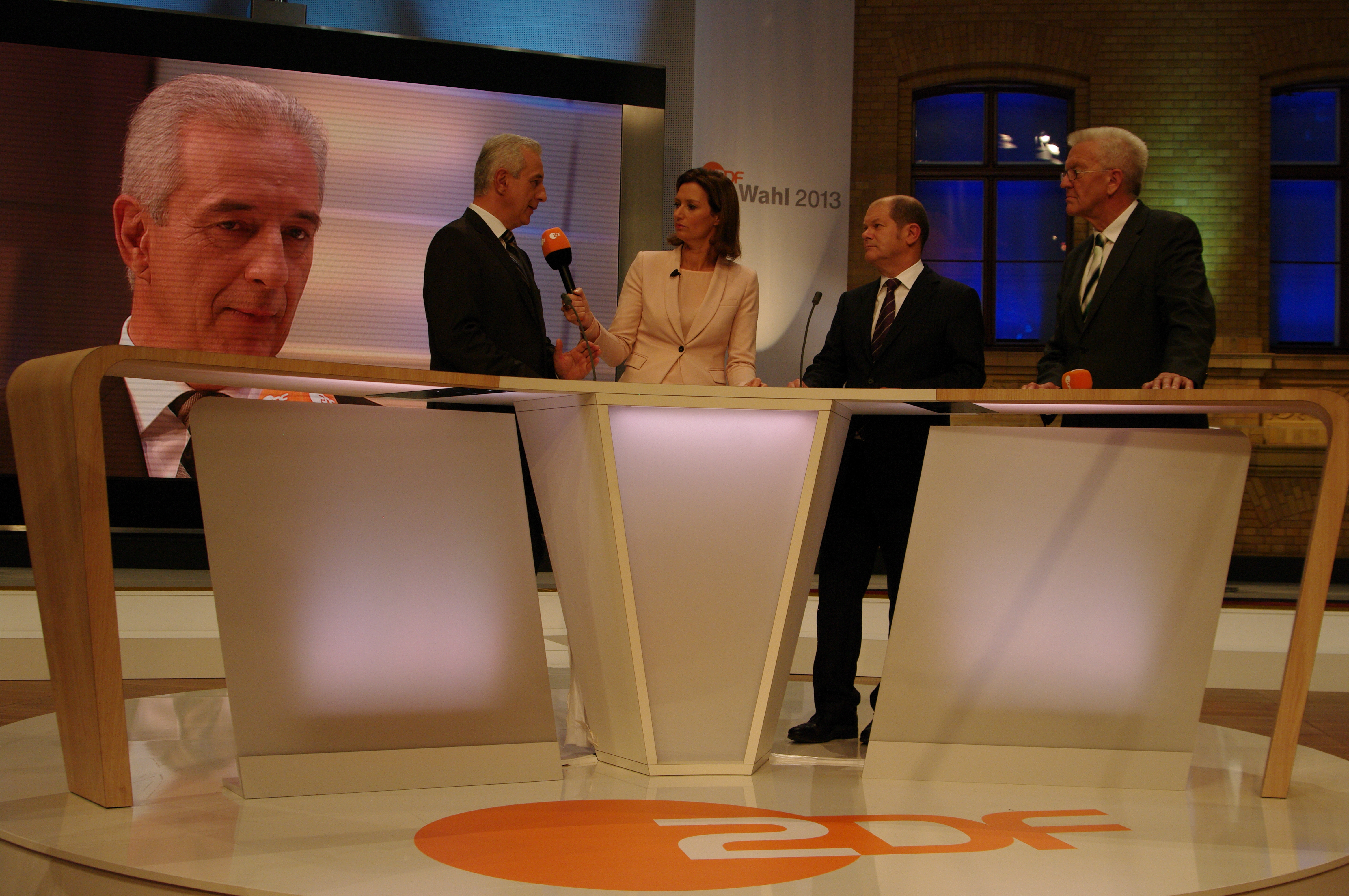
Bundestagswahl 2013 im ZDF-Wahlstudio
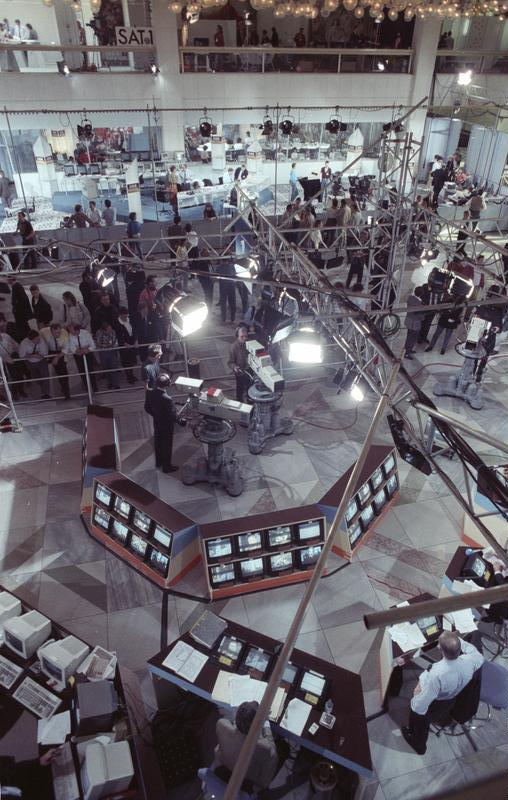
Wahlstudio im Palast der Republik 1990